# 인칭
인칭(人稱, 영어: grammatical person)은 대화에 참여하는 방식에 따라 대상을 구분하는 문법 범주이다. 일반적으로, 화자(말하는 사람)를 가리키는 1인칭, 청자(듣는 사람)를 가리키는 2인칭, 1인칭과 2인칭을 뺀 나머지를 가리키는 3인칭으로 나뉜다. 인칭을 나타내는 대명사를 인칭대명사라고 한다. 예를 들어 한국어의 인칭대명사로는 1인칭 대명사 ‘나’, ‘우리’, 2인칭 대명사 ‘너’, ‘너희’, 3인칭 대명사 ‘그’, ‘그들’ 따위가 있다. 인칭은 대명사 외에도 일치를 통해 동사나 명사에 영향을 주기도 한다.

## 관련된 범주

### 수
많은 언어에서 인칭 범주는 수 범주와 밀접한 관계에 있다. 인칭대명사가 존재하는 대부분의 언어에서 인칭대명사 체계는 인칭과 수 범주를 동시에 나타낸다. 예를 들어 영어의 주격 인칭대명사 체계는 다음과 같다.
|      | 1인칭 | 2인칭 | 3인칭       |
| ---- | ----- | ----- | ----------- |
| 단수 | I     | you   | he, she, it |
| 복수 | we    | you   | they        |

그러나 그렇지 않은 언어도 있다. 자라와어 인칭대명사에는 인칭의 구분만 있고 수 구분은 없다.
| 1인칭 | 2인칭 | 3인칭 |
| ----- | ----- | ----- |
| mi    | ŋi    | hi    |

일치에 관해서 인칭과 수 범주는 서로 단단히 결합되어 하나의 범주처럼 행동하는 경우가 많다.

### 포함성
한국어나 영어의 1인칭 복수 대명사 ‘우리’, ‘we’가 가리키는 대상에는 청자가 포함될 수도 있고, 포함되지 않을 수도 있다. 하지만 어떤 언어들에서는 청자가 포함되느냐 포함되지 않느냐에 따라 서로 다른 대명사를 사용해야 한다. 예를 들어 말레이어 ‘kita’는 청자를 포함하지 않는 ‘우리’이고, ‘kami’는 청자를 포함하는 ‘우리’이다.

## 같이 보기
- 인칭대명사